# 6-та гірсько-піхотна бригада (Австрія)
6-та гірсько-піхотна бригада (нім. 6. Gebirgsbrigade) — складова Сухопутних військ Австрії. Це одне з найбільших формувань австрійської армії, основна задача — ведення бойових дій у гірських районах та загалом у складних і екстремальних умовах. Додатково особовий склад залучається до ліквідації наслідків повеней та лавин.

## Історія
6-ту гірсько-піхотну бригаду було створено у рамках армійської реорганізації 1956 року: початково вона мала у своєму складі три піхотні батальйони, артилерійський дивізіон і кілька допоміжних рот; за шість років під час чергового переформатування військ бригада стала піхотною, а 1978 року її взагалі розформували.
1992-й став роком відновлення 6-го полку (кадру), який згодом розрісся до бригади; з 1 січня 2017 і до жовтня 2018 бригада була «Гірським командуванням» Австрії.

### Міжнародна співпраця
Гірські мисливці Австрії брали участь у місіях у Косові, Боснії, Афганістані тощо.
Військовослужбовці бригади допомагали з організацією безпеки на Чемпіонаті світу з гірськолижного спорту 2001-го в Санкт-Антоні.
Німецька 23-тя гірсько-піхотна бригада — приклад іноземного партнера, з яким підтримується інтенсивний контакт і щорічно проводяться спільні навчання. З 2020 року 6-та бригада співпрацює з Національною гвардією штату Вермонт у межах «Програми державного партнерства».
Особливістю 6-ї гірської бригади є змагання гірської піхоти «Пошук едельвейса» (нім. Edelweiß Raid, англ. Edelweiss Raid), які проводяться щодва роки та в яких беруть участь гірські піхотинці з різних країн.
У жовтні 2024 року в Австрії відбувся міжнародний симпозіум, присвячений тактичній медицині в гірських умовах — бригада виступила однією з приймаючих сторін.

## Склад
Батальйони бригади дислокуються у землях Каринтія, Зальцбург, Тіроль та Форарльберг.
| Штаб 2-й ІБ 23-й ГПБ 24-й ГПБ 26-й ГПБ               |
| 2-й інженерний батальйон Вальс-Зіценгайм             |
| 23-й гірсько-піхотний батальйон Блудеш               |
| 24-й гірсько-піхотний батальйон Лієнц                |
| 26-й гірсько-піхотний батальйон Шпітталь-ан-дер-Драу |

## Цікавий факт
2023-го року батальйон цієї бригади — вперше в історії австрійських збройних сил — очолила жінка.